# Транзит Венери по диску Сонця 2012

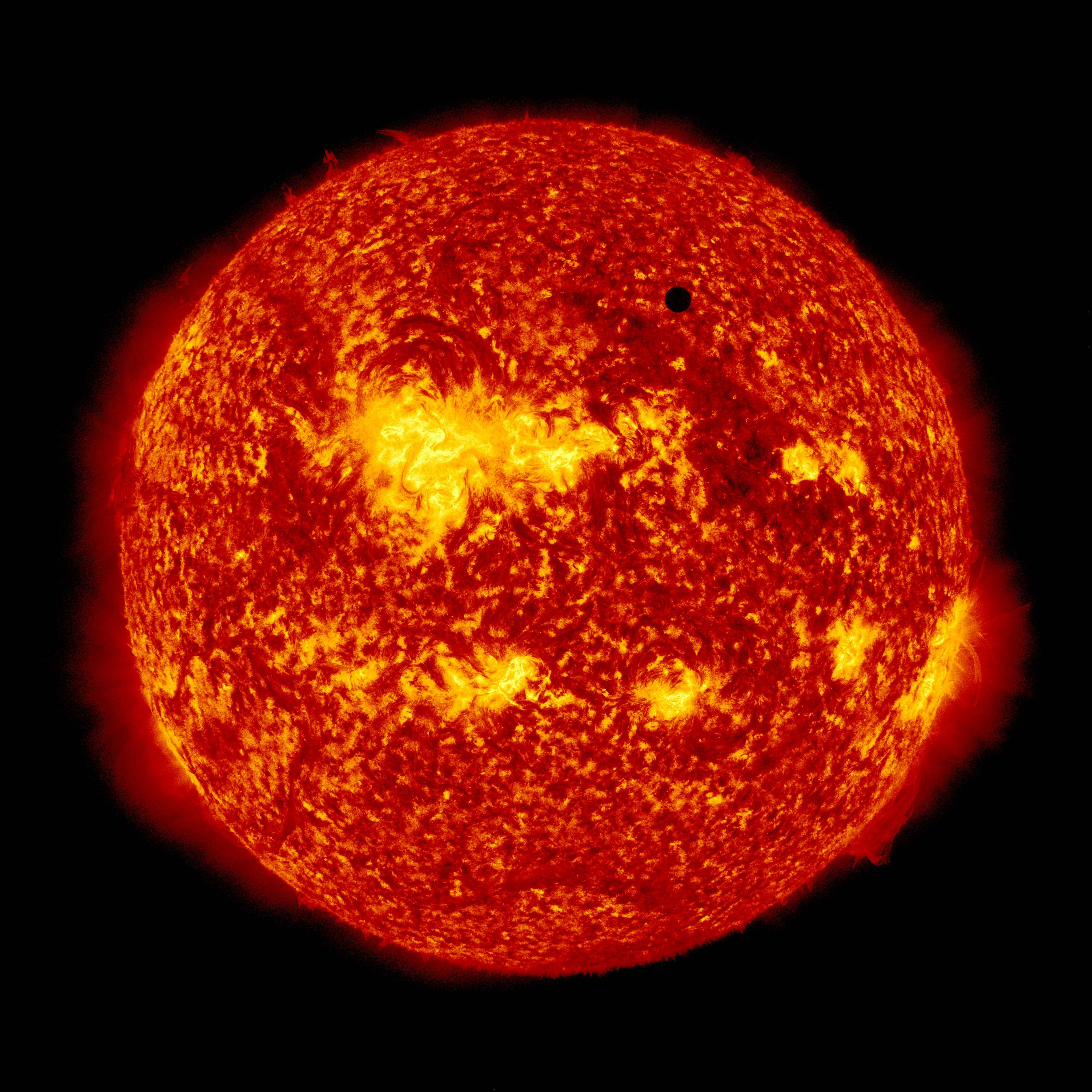
Транзит Венери по диску Сонця. Фото Solar Dynamics Observatory (NASA)

Транзит Венери по диску Сонця у 2012 році відбувся 5-6 червня. Ввечері, 5 червня його можна було спостерігати на північно-американському континенті, а вранці 6 червня його було видно з території країн північно-східної Африки, Європи й України. Повністю весь транзит Венери можна було спостерігати 5-6 червня з областей близьких до північного полюсу, Сибіру, східної Азії та країн Океанії. Ця подія слідує за попереднім транзитом Венери 8 червня 2004 року й передує наступному транзиту Венери, що матиме місце аж у грудні 2117 року.

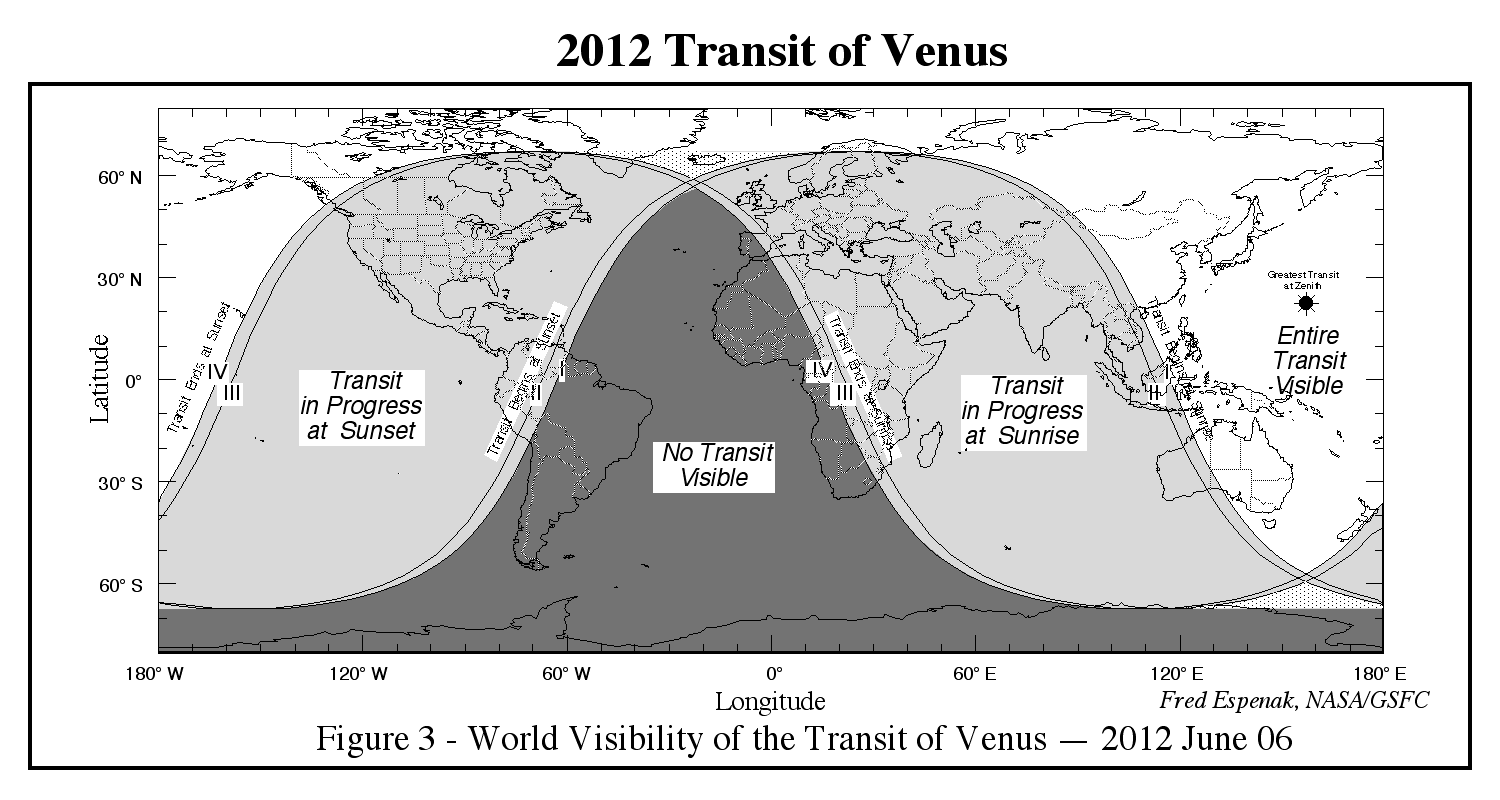
Область земної поверхні, з якої можна було спостерігати транзит Венери 5-6 червня 2012 року

## Спостереження
Спостерігати за транзитом Венери по диску Сонця можна лише одягнувши спеціальні окуляри, що послаблюють в достатній мірі сонячне випромінювання. Видима яскравість Сонця є досить великою й тривале пряме його споглядання може завдати значної шкоди людським очам. Тому для публічних спостережень таких явищ як сонячне затемнення чи транзит планети по диску Сонця, використовують спеціально дизайновані окуляри-поляризатори, що дозволяють суттєво зменшити інтенсивність випромінювання, яке ними пропускається, й зробити зображення чіткішим за рахунок пропускання світла лише однієї поляризації.

## Розклад транзиту
Для спостерігача, що знаходиться в центрі Землі (геоцентричні координати), моменти контактів та розклад транзиту подано у таблиці нижче. Моменти часу для кожної фази подано в шкалі універсального часу, беручи до уваги різницю в 66,6 сек. однорідною шкалою динамічного часу та шкалою універсального часу. В момент найкоротшої відстані між Сонцем та Венерою кут між напрямками на центри обох тіл становитиме 554",4, в той час як кутовий розмір радіусу Сонця буде 945",7. Середня швидкість транзиту Венери по диску Сонця становитиме 240"/год.
| Фаза         | Година, UT | Позиційний кут, градуси |
| ------------ | ---------- | ----------------------- |
| 1-ий контакт | 22:09:42   | 40,7                    |
| 2-ий контакт | 22:27:30   | 38,2                    |
| Максимум     | 01:29:37   | 345,4                   |
| 3-ій контакт | 04:31:44   | 292,7                   |
| 4-ий контакт | 04:49:32   | 290,2                   |

## Розклад транзиту Венери для міст України

Схема контактів при транзиті тіл по диску Сонця.

Початок транзиту Венери відповідає моменту, коли диск Венери торкнеться диску Сонця (1-ий контакт) й обидві точки будуть на одному промені з точки зору земного спостерігача. Від цього моменту диск планети все більше затінятиме диск Сонця до поки весь диск Венери не буде видно на фоні Сонця, а її диск торкатиметься диску Сонця з внутрішнього боку (2-ий контакт). Протягом 5-6 годин Венеру можна було спостерігати як маленьку круглу цятку на фоні сонячного диску. Під кінець транзиту видимий диск Венери спочатку торкнувся диску Сонця з його внутрішнього боку (3-ій контакт) й продовжував виходити поза межі сонячного диску до поки їхні диски не мали один-єдиний контакт з їх зовнішніх боків (4-ий контакт).
На території України фазу (максимум), коли Венера знаходилася найближче до центру диску Сонця, можна було спостерігати рано-вранці лише у Луганській області.
В таблицях 2 та 3 синім кольором позначено фази транзиту Венери, що припадають на нічну пору доби й які не можна спостерігати, жовтим кольором показано фази, що припадали на денну пору доби й які було видно після сходу Сонця (сіро-зелений колір), чи перед заходом Сонця (див. таблицю 3).
| Місто                 | 1-ий контакт | 2-ий контакт | Максимум | Схід Сонця | 3-ій контакт | 4-ий контакт |
| --------------------- | ------------ | ------------ | -------- | ---------- | ------------ | ------------ |
| Мукачево              | 01:04:45     | 01:22:26     | 04:29:53 | 05:34:59   | 07:37:35     | 07:55:02     |
| Львів                 | 01:04:47     | 01:22:28     | 04:29:51 | 05:23:20   | 07:37:29     | 07:54:56     |
| Івано-Франківськ      | 01:04:50     | 01:22:32     | 04:29:54 | 05:24:47   | 07:37:32     | 07:54:58     |
| Луцьк                 | 01:04:49     | 01:22:30     | 04:29:50 | 05:13:48   | 07:37:25     | 07:54:51     |
| Тернопіль             | 01:04:52     | 01:22:33     | 04:29:53 | 05:18:24   | 07:37:29     | 07:54:55     |
| Чернівці              | 01:04:54     | 01:22:36     | 04:29:56 | 05:22:40   | 07:37:32     | 07:54:58     |
| Рівне                 | 01:04:52     | 01:22:33     | 04:29:51 | 05:10:43   | 07:37:24     | 07:54:50     |
| Хмельницький          | 01:04:56     | 01:22:37     | 04:29:55 | 05:13:26   | 07:37:27     | 07:54:53     |
| Кам'янець-Подільський | 01:04:56     | 01:22:38     | 04:29:56 | 05:18:22   | 07:37:30     | 07:54:56     |
| Вінниця               | 01:05:01     | 01:22:42     | 04:29:56 | 05:08:22   | 07:37:26     | 07:54:52     |
| Житомир               | 01:05:00     | 01:22:41     | 04:29:54 | 05:02:51   | 07:37:23     | 07:54:48     |
| Київ                  | 01:05:05     | 01:22:46     | 04:29:55 | 04:53:57   | 07:37:20     | 07:54:45     |
| Одеса                 | 01:05:12     | 01:22:55     | 04:30:05 | 05:10:33   | 07:37:32     | 07:54:57     |
| Чернігів              | 01:05:05     | 01:22:46     | 04:29:53 | 04:45:37   | 07:37:15     | 07:54:40     |
| Черкаси               | 01:05:11     | 01:22:53     | 04:29:58 | 04:52:34   | 07:37:21     | 07:54:45     |
| Миколаїв              | 01:05:16     | 01:22:58     | 04:30:04 | 05:03:32   | 07:37:28     | 07:54:53     |
| Кропивницький         | 01:05:14     | 01:22:56     | 04:30:01 | 04:55:58   | 07:37:23     | 07:54:48     |
| Херсон                | 01:05:18     | 01:23:01     | 04:30:06 | 05:02:25   | 07:37:28     | 07:54:53     |
| Кривий Ріг            | 01:05:18     | 01:23:01     | 04:30:03 | 04:54:02   | 07:37:23     | 07:54:48     |
| Сімферополь           | 01:05:27     | 01:23:10     | 04:30:11 | 05:02:59   | 07:37:30     | 07:54:55     |
| Полтава               | 01:05:19     | 01:23:00     | 04:30:00 | 04:41:56   | 07:37:16     | 07:54:41     |
| Суми                  | 01:05:17     | 01:22:58     | 04:29:56 | 04:34:36   | 07:37:12     | 07:54:36     |
| Дніпро                | 01:05:22     | 01:23:05     | 04:30:03 | 04:45:01   | 07:37:19     | 07:54:43     |
| Запоріжжя             | 01:05:24     | 01:23:07     | 04:30:04 | 04:47:21   | 07:37:21     | 07:54:45     |
| Мелітополь            | 01:05:27     | 01:23:10     | 04:30:07 | 04:50:37   | 07:37:23     | 07:54:47     |
| Харків                | 01:05:23     | 01:23:05     | 04:30:00 | 04:33:19   | 07:37:12     | 07:54:36     |
| Краматорськ           | 01:05:30     | 01:23:12     | 04:30:04 | 04:33:40   | 07:37:13     | 07:54:37     |
| Маріуполь             | 01:05:34     | 01:23:16     | 04:30:08 | 04:40:50   | 07:37:18     | 07:54:42     |
| Донецьк               | 01:05:36     | 01:23:18     | 04:30:05 | 04:35:57   | 07:37:11     | 07:54:34     |
| Луганськ              | 01:04:47     | 01:22:28     | 04:29:51 | 04:27:30   | 07:37:29     | 07:54:56     |

## Розклад транзиту Венери для найбільших міст світу
| Місто             | 1-ий контакт                    | 2-ий контакт                    | Максимум                        | Схід Сонця                     | 3-ій контакт                    | 4-ий контакт                    |
| ----------------- | ------------------------------- | ------------------------------- | ------------------------------- | ------------------------------ | ------------------------------- | ------------------------------- |
| Торонто UT-4      | 1-ий контакт: 5 червня 18:03:59 | 2-ий контакт: 5 червня 18:21:29 | Захід Сонця: 5 червня 20:53:17  | максимум: 5 червня 21:26:23    | 3-ій контакт: 6 червня 00:33:11 | 4-ий контакт: 6 червня 00:51:02 |
| Монреаль UT-4     | 1-ий контакт: 5 червня 18:03:45 | 2-ий контакт: 5 червня 18:21:16 | Захід Сонця: 5 червня 20:36:44  | максимум: 5 червня 21:26:36    | 3-ій контакт: 6 червня 00:33:42 | 4-ий контакт: 6 червня 00:51:32 |
| Ванкувер UT-7     | 1-ий контакт: 5 червня 15:05:59 | 2-ий контакт: 5 червня 15:23:24 | максимум: 5 червня 18:27:08     | Захід Сонця: 5 червня 21:10:40 | 3-ій контакт: 5 червня 21:30:30 | 4-ий контакт: 5 червня 21:48:17 |
| Едмонтон UT-6     | 1-ий контакт: 5 червня 16:05:20 | 2-ий контакт: 5 червня 16:22:46 | максимум: 5 червня 19:26:11     | Захід Сонця: 5 червня 21:54:10 | 3-ій контакт: 5 червня 22:31:22 | 4-ий контакт: 5 червня 22:49:08 |
| Нью-Йорк UT-4     | 1-ий контакт: 5 червня 18:03:50 | 2-ий контакт: 5 червня 18:21:21 | Захід Сонця: 5 червня 20:22:00  | максимум: 5 червня 21:26:30    | 3-ій контакт: 6 червня 00:33:33 | 4-ий контакт: 6 червня 00:51:25 |
| Чикаго UT-5       | 1-ий контакт: 5 червня 17:04:23 | 2-ий контакт: 5 червня 17:21:52 | Захід Сонця: 5 червня 20:20:15  | максимум: 5 червня 20:26:06    | 3-ій контакт: 5 червня 23:32:27 | 4-ий контакт: 5 червня 23:50:19 |
| Лос-Анжелес UT-7  | 1-ий контакт: 5 червня 15:06:28 | 2-ий контакт: 5 червня 15:23:56 | максимум: 5 червня 18:25:33     | Захід Сонця: 5 червня 20:00:10 | 3-ій контакт: 5 червня 21:29:34 | 4-ий контакт: 5 червня 21:47:28 |
| Мехіко UT-5       | 1-ий контакт: 5 червня 17:06:03 | 2-ий контакт: 5 червня 17:23:35 | Захід Сонця: 5 червня 20:11:49  | максимум: 5 червня 20:25:33    | 3-ій контакт: 5 червня 23:30:15 | 4-ий контакт: 5 червня 23:48:19 |
| Сідней UT+8       | Схід Сонця: 6 червня 06:58:47   | 1-ий контакт: 6 червня 08:16:09 | 2-ий контакт: 6 червня 08:34:05 | максимум: 6 червня 11:30:24    | 3-ій контакт: 6 червня 14:26:23 | 4-ий контакт: 6 червня 14:44:15 |
| Маніла UT+8       | Схід Сонця: 6 червня 05:29:50   | 1-ий контакт: 6 червня 06:12:51 | 2-ий контакт: 6 червня 06:30:37 | максимум: 6 червня 09:31:22    | 3-ій контакт: 6 червня 12:30:24 | 4-ий контакт: 6 червня 12:47:49 |
| Токіо UT+8        | Схід Сонця: 6 червня 04:29:49   | 1-ий контакт: 6 червня 07:10:53 | 2-ий контакт: 6 червня 07:28:28 | максимум: 6 червня 10:29:40    | 3-ій контакт: 6 червня 13:30:01 | 4-ий контакт: 6 червня 13:47:27 |
| Пекін UT+8        | Схід Сонця: 6 червня 04:50:52   | 1-ий контакт: 6 червня 06:10:05 | 2-ий контакт: 6 червня 06:27:43 | максимум: 6 червня 09:30:41    | 3-ій контакт: 6 червня 12:32:04 | 4-ий контакт: 6 червня 12:49:25 |
| Владивосток UT+11 | Схід Сонця: 6 червня 06:38:10   | 1-ий контакт: 6 червня 09:09:59 | 2-ий контакт: 6 червня 09:27:34 | максимум: 6 червня 12:29:50    | 3-ій контакт: 6 червня 15:31:05 | 4-ий контакт: 6 червня 15:48:29 |
| Нью-Делі UT+5,5   | 1-ий контакт: 6 червня 03:09:20 | 2-ий контакт: 6 червня 03:27:08 | Схід Сонця: 6 червня 04:56:56   | максимум: 6 червня 06:32:29    | 3-ій контакт: 6 червня 09:35:10 | 4-ий контакт: 6 червня 09:52:30 |
| Москва UT+4       | 1-ий контакт: 6 червня 02:05:17 | 2-ий контакт: 6 червня 02:22:56 | Схід Сонця: 6 червня 04:55:07   | максимум: 6 червня 05:30:39    | 3-ій контакт: 6 червня 08:36:51 | 4-ий контакт: 6 червня 08:54:14 |
| Мінськ UT+3       | 1-ий контакт: 6 червня 01:04:52 | 2-ий контакт: 6 червня 01:22:32 | максимум: 6 червня 04:30:33     | Схід Сонця: 6 червня 04:47:48  | 3-ій контакт: 6 червня 07:37:11 | 4-ий контакт: 6 червня 07:54:37 |
| Анкара UT+3       | 1-ий контакт: 6 червня 01:05:35 | 2-ий контакт: 6 червня 01:23:20 | максимум: 6 червня 04:31:31     | Схід Сонця: 6 червня 05:24:58  | 3-ій контакт: 6 червня 07:37:45 | 4-ий контакт: 6 червня 07:55:10 |
| Варшава UT+2      | 1-ий контакт: 6 червня 00:04:36 | 2-ий контакт: 6 червня 00:22:16 | максимум: 6 червня 03:30:28     | Схід Сонця: 6 червня 04:23:26  | 3-ій контакт: 6 червня 06:37:23 | 4-ий контакт: 6 червня 06:54:50 |
| Берлін UT+2       | 1-ий контакт: 6 червня 00:04:16 | 2-ий контакт: 6 червня 00:21:56 | максимум: 6 червня 03:30:13     | Схід Сонця: 6 червня 04:52:15  | 3-ій контакт: 6 червня 06:37:25 | 4-ий контакт: 6 червня 06:54:53 |
| Брюссель UT+2     | 1-ий контакт: 6 червня 00:03:56 | 2-ий контакт: 6 червня 00:21:36 | максимум: 6 червня 03:29:58     | Схід Сонця: 6 червня 05:37:09  | 3-ій контакт: 6 червня 06:37:29 | 4-ий контакт: 6 червня 06:55:00 |
| Париж UT+2        | 1-ий контакт: 6 червня 00:03:52 | 2-ий контакт: 6 червня 00:21:32 | максимум: 6 червня 03:29:58     | Схід Сонця: 6 червня 05:54:29  | 3-ій контакт: 6 червня 06:37:35 | 4-ий контакт: 6 червня 06:55:07 |
| Лондон UT+1       | 1-ий контакт: 5 червня 23:03:47 | 2-ий контакт: 5 червня 23:21:26 | максимум: 6 червня 02:29:46     | Схід Сонця: 6 червня 04:51:45  | 3-ій контакт: 6 червня 05:37:24 | 4-ий контакт: 6 червня 05:54:56 |

## Заходи присвячені транзиту Венери
У багатьох країнах, з території яких можна було спостерігати транзит Венери по диску Сонця організували публічні спостереження цього явища. Людям, що брали участь у заходах, роздавали спеціальні окуляри-поляризатори, за допомогою яких можна безпечно спостерігати транзит Венери. Напередодні дати транзиту Венери численні астрономічні організації та інститути організовали цикл лекцій та наукових презентацій для широкого загалу населення, щоб ознайомити людей з природою цього явища.

### Трансляція транзиту Венери
- Трансляція транзиту Венери наживо (сайт НАСА)

## Галерея
- Візуалізація проходження Венери по диску Сонця
- Зображення високої чіткості,зроблене Solar Dynamics Observatory
- Візуалізація орбітального шляху Венери і Землі, 5-6 червня 2012
- Проходження Венери по диску Сонця (Space Weather Prediction Center)[3]